# Kennebec (division sénatoriale canadienne)
Ne doit pas être confondu avec Kennebec (conseil législatif).
Division du Sénat du Canada
Kennebec est une division sénatoriale du Canada.

## Description
Son territoire correspond approximativement aux municipalités régionales de comté de Lotbinière et de L'Érable, en incluant Victoriaville.

## Liste des sénateurs
| Mandat | Mandat                                                             | Sénateur                  | Parti                     | Nommé par           |
| ------ | ------------------------------------------------------------------ | ------------------------- | ------------------------- | ------------------- |
|        | 23 octobre 1867 - 7 mai 1887                                       | Charles Cormier           | Libéral                   | Proclamation royale |
|        | 13 mai 1887 - 15 juin 1888                                         | Pierre Fortin             | Conservateur              | Macdonald           |
|        | 1er décembre 1888 - 2 février 1910                                 | George Alexander Drummond | Conservateur              | Macdonald           |
|        | 13 octobre 1910 - 1er janvier 1930                                 | Louis Lavergne            | Libéral                   | Laurier             |
|        | 3 juin 1930 - 14 décembre 1942                                     | Georges Parent            | Libéral                   | King                |
|        | 3 mars 1944 - 3 janvier 1969                                       | Cyrille Vaillancourt      | Libéral                   | King                |
|        | 1er septembre 1972 - 20 avril 1978                                 | Jean-Pierre Côté          | Libéral                   | P. Trudeau          |
|        | 21 avril 1978 - 11 juillet 1979                                    | Claude Wagner             | Progressiste-conservateur | P. Trudeau          |
|        | 27 septembre 1979 - 21 juin 1997                                   | Guy Charbonneau           | Progressiste-conservateur | Clark               |
|        | 26 novembre 1997 - 1er février 2020 (date de retraite obligatoire) | Serge Joyal               | Libéral (1997-2019)       | Chrétien            |
|        | 26 novembre 1997 - 1er février 2020 (date de retraite obligatoire) | Serge Joyal               | GPS (2019)                | Chrétien            |
|        | 26 novembre 1997 - 1er février 2020 (date de retraite obligatoire) | Serge Joyal               | Non affilié (2019-2020)   | Chrétien            |
|        | 29 juillet 2021 - 7 mai 2030 (date de retraite obligatoire)        | Clément Gignac            | GPS                       | J. Trudeau          |